# Grand Prix automobile de Milan 1946
Le Grand Prix automobile de Milan 1946 est un Grand Prix qui s'est tenu sur le circuit du parc Sempione de Milan le 30 septembre 1946.

## Classement de la course

### Classement de la première manche
| Pos. | no | Pilote              | Écurie                | Châssis        | Tours | Temps/Abandon              |
| ---- | -- | ------------------- | --------------------- | -------------- | ----- | -------------------------- |
| 1    | 2  | Achille Varzi       | Alfa Romeo SpA        | Alfa Romeo 158 | 20    | 38 min 14 s 8 (84,46 km/h) |
| 2    | 12 | Carlo Felice Trossi | Alfa Romeo SpA        | Alfa Romeo 158 | 20    | + 2 s 2                    |
| 3    | 8  | Tazio Nuvolari      | Privé                 | Maserati 4CL   | 20    | + 1 min 2 s 0              |
| 4    | 18 | Luigi Villoresi     | Scuderia Ambrosiana   | Maserati 4CL   | 20    | + 1 min 2 s 3              |
| 5    | 4  | Giorgio Pelassa     | Privé                 | Maserati 4CL   | 20    | + 2 min 22 s 0             |
| 6    | 20 | « Raph »            | Écurie Naphtra Course | Maserati 4CL   | 19    | + 1 tour                   |
| 7    | 10 | Georges Grignard    | Écurie France         | Delahaye 135S  | 18    | + 2 tours                  |
| 8    | 16 | Guido Barbieri      | Privé                 | Maserati 4CL   | 17    | + 3 tours                  |
| 9    | 14 | Leslie Brooke       | ERA Ltd.              | ERA Type B     | 16    | + 4 tours                  |
| Abd. | 6  | Arialdo Ruggeri     | Privé                 | Maserati 4CL   | 7     | Accident                   |

- Légende: Abd.=Abandon - Np.=Non partant.

### Classement de la deuxième manche
| Pos. | no | Pilote                  | Écurie         | Châssis        | Tours | Temps/Abandon               |
| ---- | -- | ----------------------- | -------------- | -------------- | ----- | --------------------------- |
| 1    | 32 | Consalvo Sanesi         | Alfa Romeo SpA | Alfa Romeo 158 | 20    | 38 min 38 s 8 (86,77 km/h)  |
| 2    | 26 | Raymond Sommer          | Privé          | Maserati 4CL   | 20    | + 20 s 2                    |
| 3    | 24 | Giuseppe Farina         | Alfa Romeo SpA | Alfa Romeo 158 | 20    | + 47 s 4 (60 s de pénalité) |
| 4    | 34 | Reg Parnell             | Privé          | Maserati 4CL   | 20    | + 1 min 45 s 2              |
| 5    | 42 | Emmanuel de Graffenried | Privé          | Maserati 4CL   | 31    | + 1 tour                    |
| 6    | 38 | Piero Taruffi           | Privé          | Cisitalia D46  | 19    | + 1 tour                    |
| Abd. | 40 | Louis Chiron            | Privé          | Maserati 4CL   | 19    | Boîte de vitesses           |
| 7    | 36 | Enrico Platé            | Privé          | Maserati 4CL   | 17    | + 3 tours                   |
| 8    | 30 | Eugène Chaboud          | Privé          | Delahaye 135S  | 17    | + 3 tours                   |
| Abd. | 28 | Franco Cortese          | Privé          | Maserati 4CL   | 8     | Mécanique                   |

- Légende: Abd.=Abandon - Np.=Non partant.

### Classement de la dernière manche
| Pos. | no | Pilote                  | Écurie              | Châssis        | Tours | Temps/Abandon             |
| ---- | -- | ----------------------- | ------------------- | -------------- | ----- | ------------------------- |
| 1    | 12 | Carlo Felice Trossi     | Alfa Romeo SpA      | Alfa Romeo 158 | 30    | 56 min 6 s 0 (89,46 km/h) |
| 2    | 2  | Achille Varzi           | Alfa Romeo SpA      | Alfa Romeo 158 | 30    | + 18 s 0                  |
| 3    | 32 | Consalvo Sanesi         | Alfa Romeo SpA      | Alfa Romeo 158 | 30    | + 36 s 0                  |
| 4    | 18 | Luigi Villoresi         | Scuderia Ambrosiana | Maserati 4CL   | 30    | + 1 min 16 s 0            |
| 5    | 26 | Raymond Sommer          | Privé               | Maserati 4CL   | 30    | + 1 min 16 s 3            |
| 6    | 42 | Emmanuel de Graffenried | Privé               | Maserati 4CL   | 42    | + 2 min 17 s 0            |
| Abd. | 24 | Giuseppe Farina         | Alfa Romeo SpA      | Alfa Romeo 158 | 26    | Retrait                   |
| Abd. | 34 | Reg Parnell             | Privé               | ERA Type C     | 16    | Moteur                    |
| Abd. | 4  | Giorgio Pelassa         | Privé               | Maserati 4CL   | 8     | Carburateur               |
| Abd. | 8  | Tazio Nuvolari          | Privé               | Maserati 4CL   | 3     | Moteur                    |

- Légende: Abd.=Abandon - Np.=Non partant.

## Pole position et record du tour
- Pole position :  Achille Varzi (Alfa Romeo) meilleur temps des manches préliminaires.
- Meilleur tour en course :  Achille Varzi et  Giuseppe Farina (Alfa Romeo) en 1 min 50 s 4 (91,25 km/h).

## Sources
- (sl) Cet article est partiellement ou en totalité issu de l’article de Wikipédia en slovène intitulé « Velika nagrada Milana 1946 » (voir la liste des auteurs).